# Euphorbia virosa
Euphorbia virosa es una especie de planta suculenta de la familia de las euforbiáceas. Es endémica de África.

## Descripción
Es una suculenta de porte arbustivo que puede alcanzar 3 m de altura. El tronco principal, por lo general retorcido, permanece medio enterrado por lo que parece muy corto. A partir de él  surgen tallos angulados (4 o 5 ángulos) de más de 1 m de largo y 5-6 cm de grosor. Las espinas, gruesas y de color dorado a rojo oscuro en los ejemplares jóvenes volviéndose grisáceas con el tiempo, se sitúan a lo largo de las crestas de cada ángulo, dispuestas en pares. Las flores (ciatos), que nacen en el extremo superior de los tallos, son de color amarillo. Produce frutos rojos.

## Distribución y hábitat
Euphorbia virosa  se distribuye desde el río Orange en Sudáfrica hasta el sur de Angola, ocupando las zonas áridas principalmente en Namibia. 

## Toxicidad
La planta contiene dentro de las ramas una sustancia lechosa y cremosa con propiedades cancerígenas. Esta sustancia es muy tóxica y es utilizada por los bosquimanos para mojar la punta de sus flechas de caza. El contacto causa irritación de la piel, y si los ojos se ven afectados, puede ocasionar ceguera.

## Taxonomía
Euphorbia virosa fue descrita por Carl Ludwig Willdenow y publicado en Species Plantarum. Editio quarta 2: 882. 1799.
Etimología
Ver: Euphorbia
virosa: epíteto latino de virosus que significa "fangoso, cubierto de barro".
Subespecies
Tiene dos subespecies:
- Euphorbia virosa subsp. arenicola L.C.Leach, Bol. Soc. Brot., II, 45: 355 (1971). de Angola
- Euphorbia virosa subsp. virosa. De Angola a Sudáfrica

Sinonimia
- Euphorbia bellica Hiern, Cat. Afr. Pl. 1: 945 (1900).
- Euphorbia virosa f. caespitosa H.Jacobsen, Natl. Cact. Succ. J. 10: 81 (1955).
- Euphorbia virosa f. striata H.Jacobsen, Natl. Cact. Succ. J. 10: 81 (1955).[4]

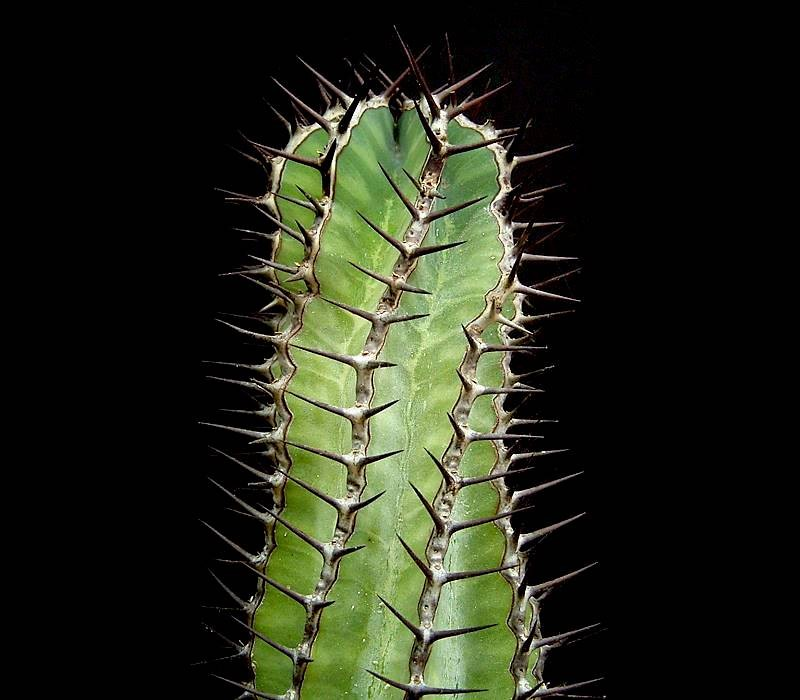
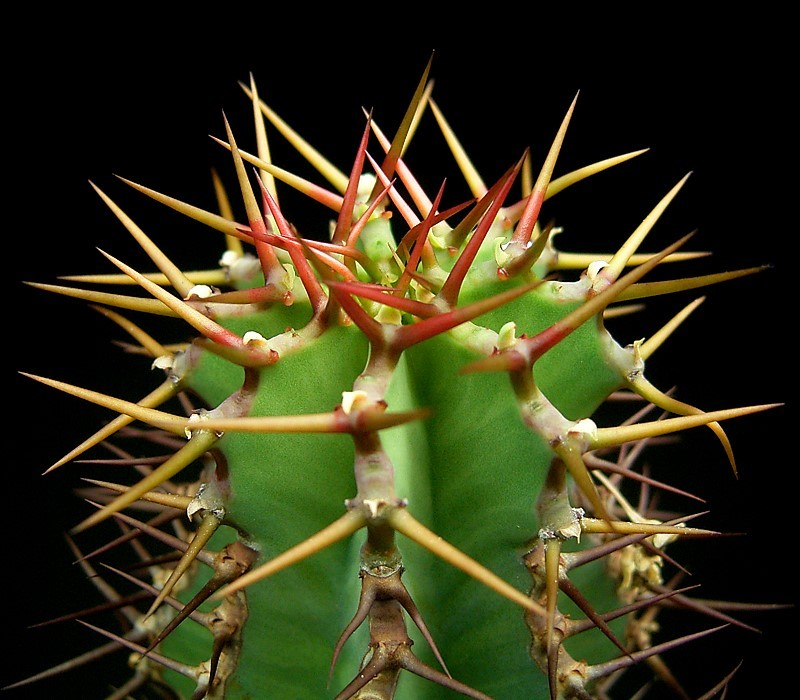
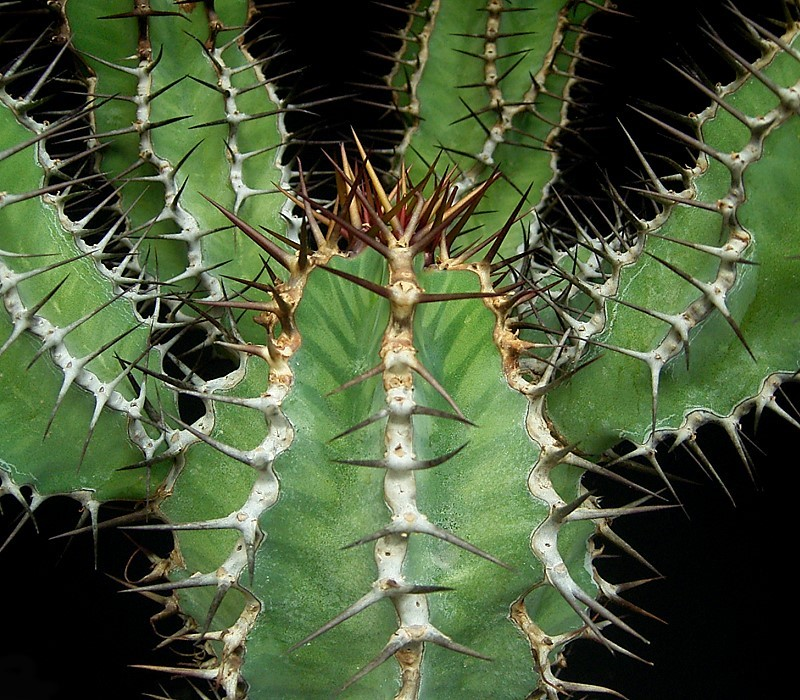
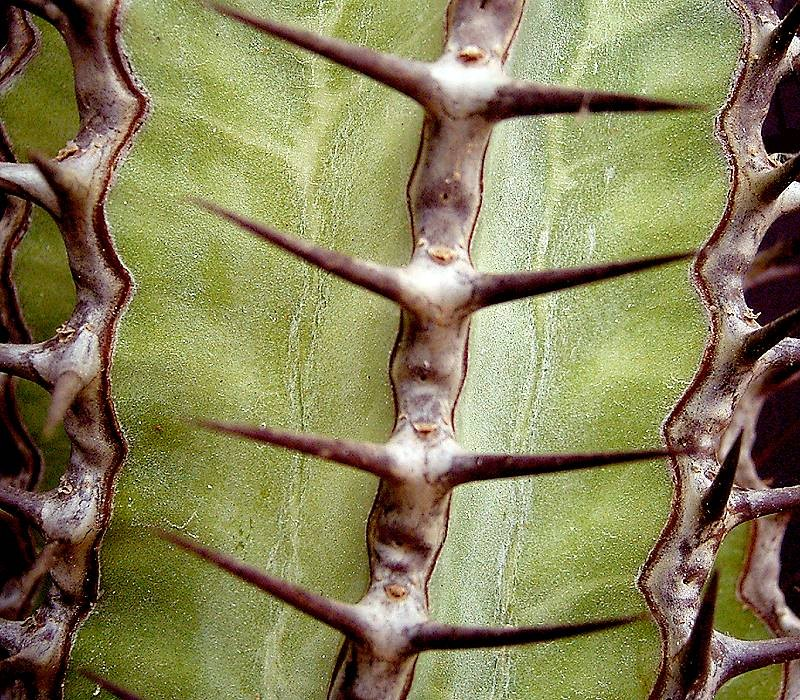
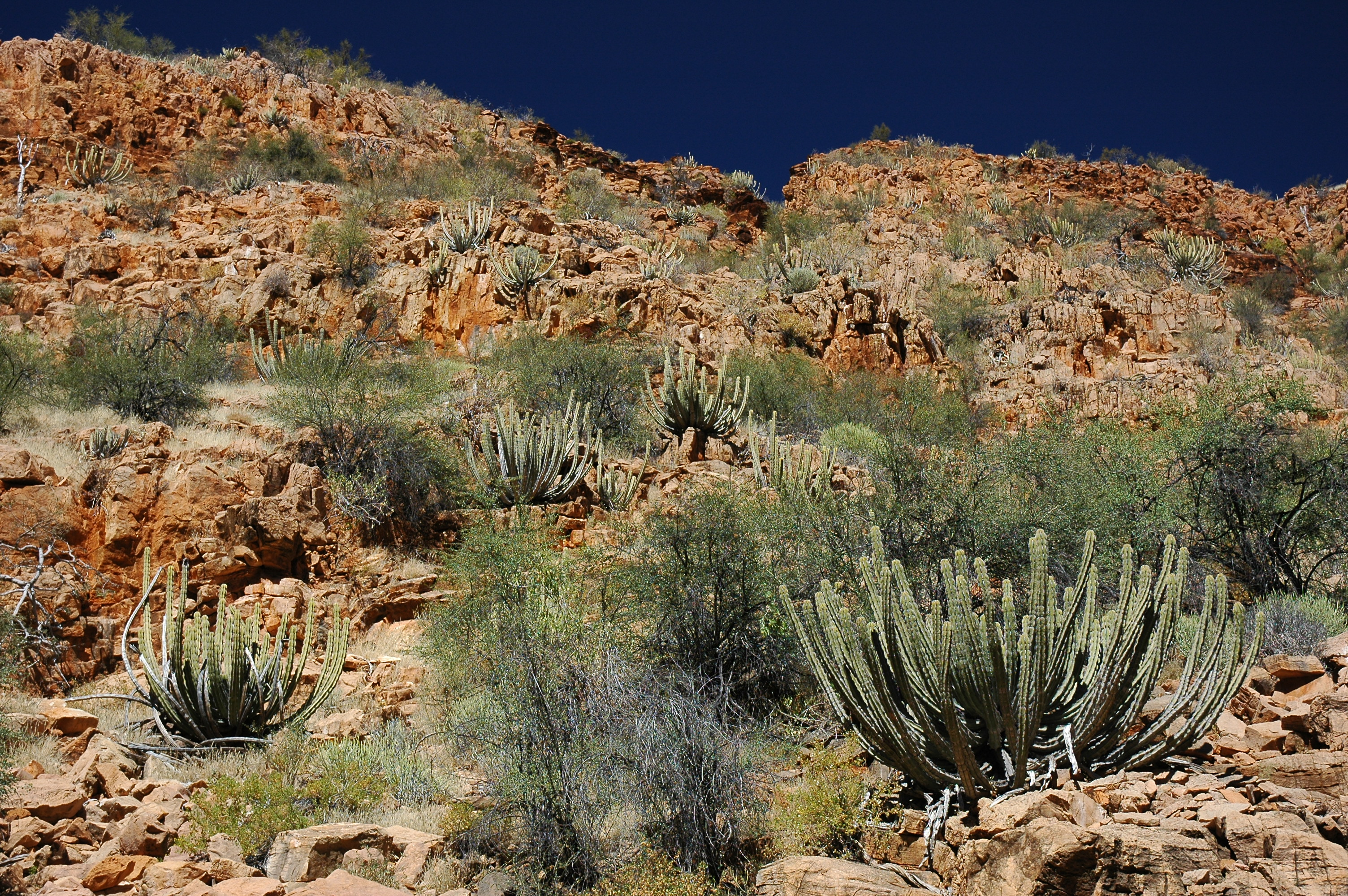
Vista de la planta en su hábitat